# 余紹元
余紹元（1775年2月13日—？年），字升三，一字鑑堂，行三，乾隆四十年正月十四日生，廩膳生，浙江省衢州府開化縣北六都銀晶社人，嘉慶十三年（1808年）戊辰科第二名舉人。歷任四川綿竹縣、大足縣、東鄉縣（今宣漢縣）、雲陽縣、榮昌縣知縣。

## 履歷
- 道光二年，署綿州直隸州綿竹縣知縣[7]
- 道光三年，署雅州府清溪縣（今漢源縣）知縣[8]
- 道光四年，署重慶府大足縣知縣[9]
- 道光六年，署夔州府雲陽縣知縣[10]
- 道光九年，任重慶府榮昌縣知縣[11]
- 道光九年，署東鄉縣（今宣漢縣）知縣[12]
- 道光十年（1830年）正月，任順慶府鄰水縣知縣[13][14]  ，十一年建試院，以公項餘貲，照前式補葺文廟海壩泮池，十二年，補修縣署西書房後三間，增修鄰山書院[15][16][17]。